# 六処分別経
『六処分別経』（ろくしょふんべつきょう、巴: Saḷāyatana-vibhaṅga-sutta, サラーヤタナ・ヴィバンガ・スッタ）とは、パーリ仏典経蔵中部に収録されている第137経。『分別六処経』（ふんべつろくしょきょう）とも。
類似の伝統漢訳経典としては、『中阿含経』（大正蔵26）の第163経「分別六処経」がある。
釈迦が、比丘たちに、六処に関する仏法を説く。

## 構成

### 登場人物
- 釈迦

### 場面設定
ある時、釈迦は、サーヴァッティー（舎衛城）のアナータピンディカ園（祇園精舎）に滞在していた。
釈迦は比丘たちに、「六処分別」の教説として、六内処、六外処、六識身、六触身、十八意行、三十六有情句などを説いていく。
比丘たちは歓喜する。

## 日本語訳
- 『南伝大蔵経・経蔵・中部経典4』（第11巻下） 大蔵出版
- 『パーリ仏典 中部（マッジマニカーヤ）後分五十経篇II』 片山一良訳 大蔵出版
- 『原始仏典 中部経典4』（第7巻） 中村元監修 春秋社